# Calymmodesmus carli
Calymmodesmus carli är en mångfotingart som beskrevs av Carl Graf Attems 1931. Calymmodesmus carli ingår i släktet Calymmodesmus och familjen Stylodesmidae. Inga underarter finns listade i Catalogue of Life.